# 扁平耳平蘚
扁平耳平蘚（学名：Calyptothecium compressum）为蕨蘚科耳平蘚屬下的一个种。